# Lockheed C-5 Galaxy
Vous lisez un « bon article » labellisé en 2022.
Pour les articles homonymes, voir C5 et Galaxy.
Le Lockheed C-5 Galaxy est un avion de transport militaire lourd de l'Armée de l'air des États-Unis conçu par le constructeur aéronautique américain Lockheed. Sa vocation est le transport à longue distance de charges très lourdes, pour le soutien logistique d'un corps expéditionnaire. Il est capable d'emporter pratiquement tous les équipements des forces armées américaines, dont des chars de bataille, des engins de génie, des hélicoptères et même des sous-marins de sauvetage.
Lorsqu'il fait son premier vol en 1968, il est le plus gros avion du monde, à la fois en longueur, en masse maximale au décollage et en charge utile. Le développement de cet avion, dont l'USAF est resté l'unique utilisateur, a dû faire face à des difficultés techniques considérables, donnant lieu à des dépassements records de budget. Il a néanmoins durablement influencé l'industrie aéronautique, notamment en matière de motorisation.
Produit à 131 exemplaires, le C-5 a joué un rôle central dans la logistique de tous les conflits dans lesquels les États-Unis ont été impliqués depuis la guerre du Viêt Nam. Le nombre d'appareils en service a été réduit à 52, mais les avions restants ont été modernisés et devraient rester opérationnels jusqu'aux années 2040.

## Développement

### Besoins logistiques
La logistique militaire se définit comme l'ensemble des moyens permettant de déployer et maintenir une force armée. Cela comprend le transport de troupes, de vivres, de matériel et de munitions, la maintenance des équipements, le soutien médical et les télécommunications. Les moyens de transport, qu'ils soient routiers, ferroviaires, aériens ou maritimes, en sont l'élément capital.
Balbutiant jusque-là, le transport aérien militaire voit son importance solidement établie lors de la Seconde Guerre mondiale. Néanmoins, les États-Unis ne disposent que d'avions civils légèrement modifiés pour un rôle de transport militaire, comme le Douglas C-47 Skytrain par exemple. Juste après la fin du conflit, la United States Army Air Force (USAAF) met en service son premier avion conçu spécifiquement pour le transport militaire : le Fairchild C-82 Packet. Cet avion à la structure bipoutre se charge grâce à une rampe à l'arrière du fuselage, caractéristique nouvelle appelée à se généraliser. En 1948, le pont aérien de Berlin illustre la valeur stratégique du transport aérien.

### Avions des années 1950 et 1960
La United States Air Force (USAF), qui succède à l'USAAF en 1947, se dote d'avions-cargos de plus en plus lourds : Douglas C-74 Globemaster, Douglas C-124 Globemaster II, puis Douglas C-133 Cargomaster, ce dernier étant doté de turbopropulseurs. Le C-133 n'a pas une carrière très longue à cause de problèmes de fatigue structurelle, mais représente un bond en matière de capacité de transport. Il possède une voilure en position haute, qui facilite l'utilisation de l'avion depuis des terrains mal entretenus. Le train d'atterrissage se loge dans des carénages qui font saillie sur le bas du fuselage, ce qui évite qu'ils viennent encombrer une partie de la cabine. Là encore, c'est une caractéristique qui s'inscrit durablement dans la conception des avions-cargos militaires. La cabine est en outre pressurisée pour le transport de troupes.
Appartenant à une autre catégorie, en tant que transport tactique, le Lockheed C-130 Hercules, mis en service en 1957 (et dont des versions sont encore en production en 2022, 65 ans plus tard), est l'avion-cargo militaire qui fait référence par son évolutivité, sa longévité, le nombre d'opérateurs et le nombre d'exemplaires produits. Il possède lui aussi une rampe de chargement à l'arrière (permettant aux véhicules d'entrer et sortir par leurs propres moyens), une aile haute, des carénages pour loger le train d'atterrissage, et une pressurisation de cabine indépendante de celle du cockpit.
Le Boeing C-135 Stratolifter, le premier avion-cargo à réaction de l'USAF, rejoint la flotte en 1961. Cet avion, similaire au Boeing 707 civil, n'a pas les caractéristiques propres à un avion-cargo militaire : il n'a pas de rampe de chargement, il ne peut pas utiliser de terrains sommairement aménagés, etc. En tant que cargo, son usage est assez limité, mais il est en revanche un avion ravitailleur très réussi.
Le Lockheed C-141 Starlifter entre en service en 1965. C'est un cargo à vocation stratégique, ressemblant à certains égards à une version très agrandie du Hercules, quadriréacteur, utilisant des moteurs JT3D similaires à ceux utilisés sur la plupart des Boeing 707 et Douglas DC-8. Bien que de dimensions beaucoup plus modestes, le C-141 possède une conception aérodynamique qui annonce celle du C-5. La principale limitation du C-141 est qu'il reprend la section du fuselage du Hercules, ce qui limite l'encombrement des charges transportables.

Les avions-cargo militaires américains précédant immédiatement le C-5
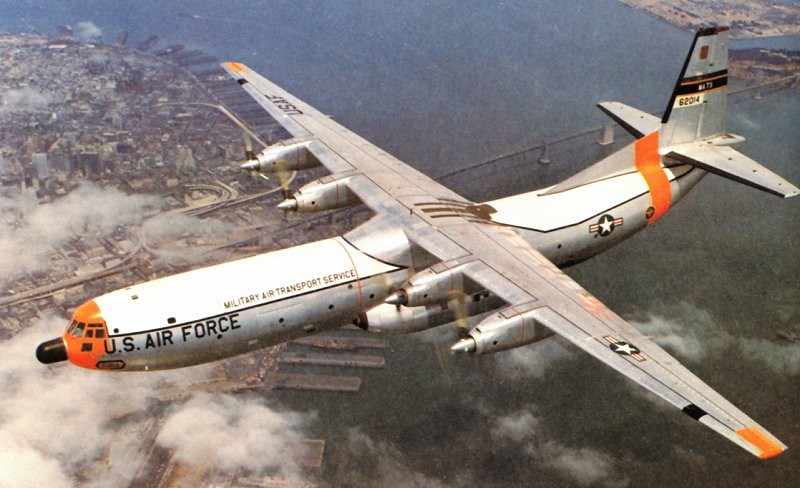
Douglas C-133 Cargomaster.
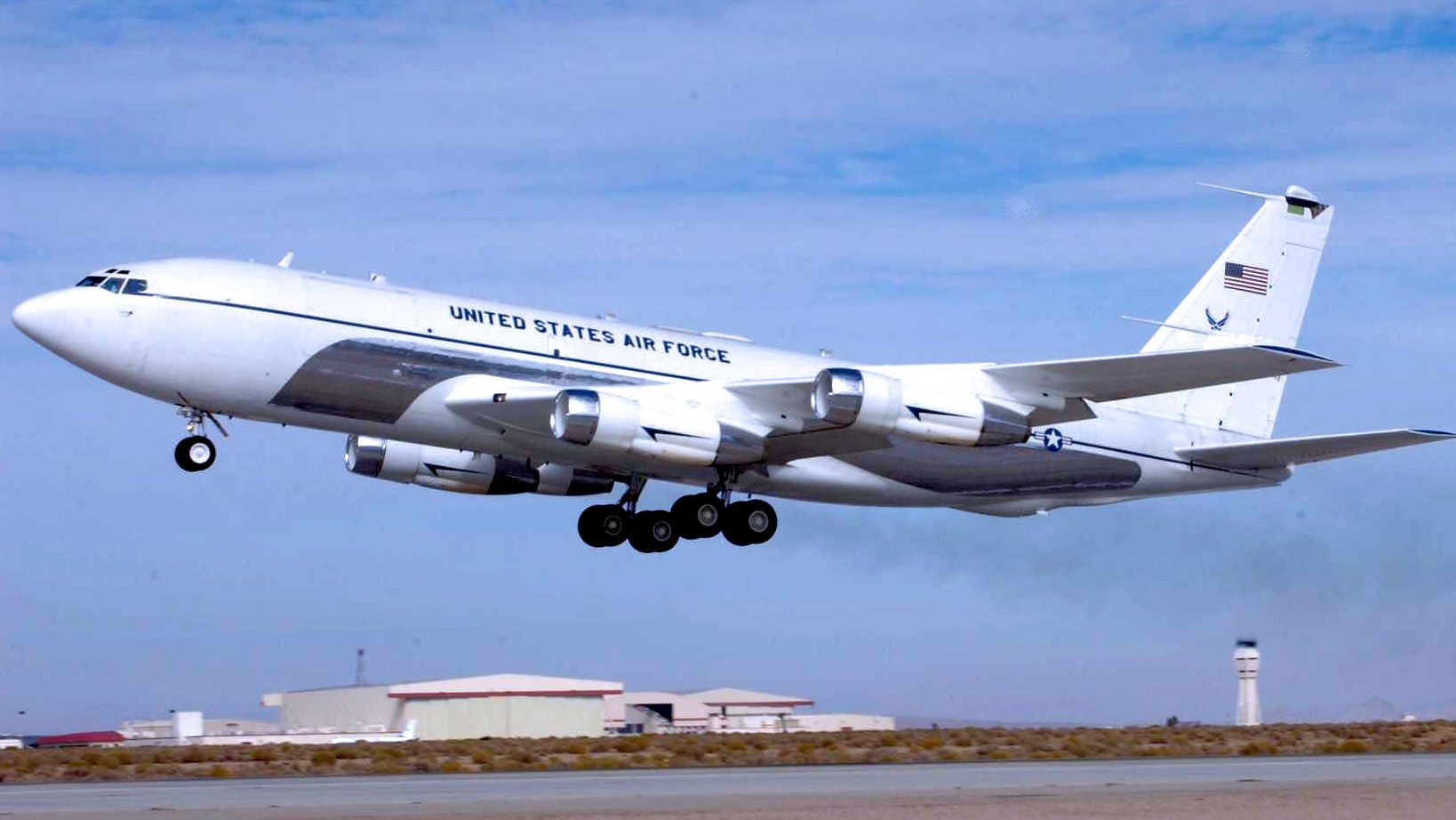
Boeing C-135 Stratolifter.
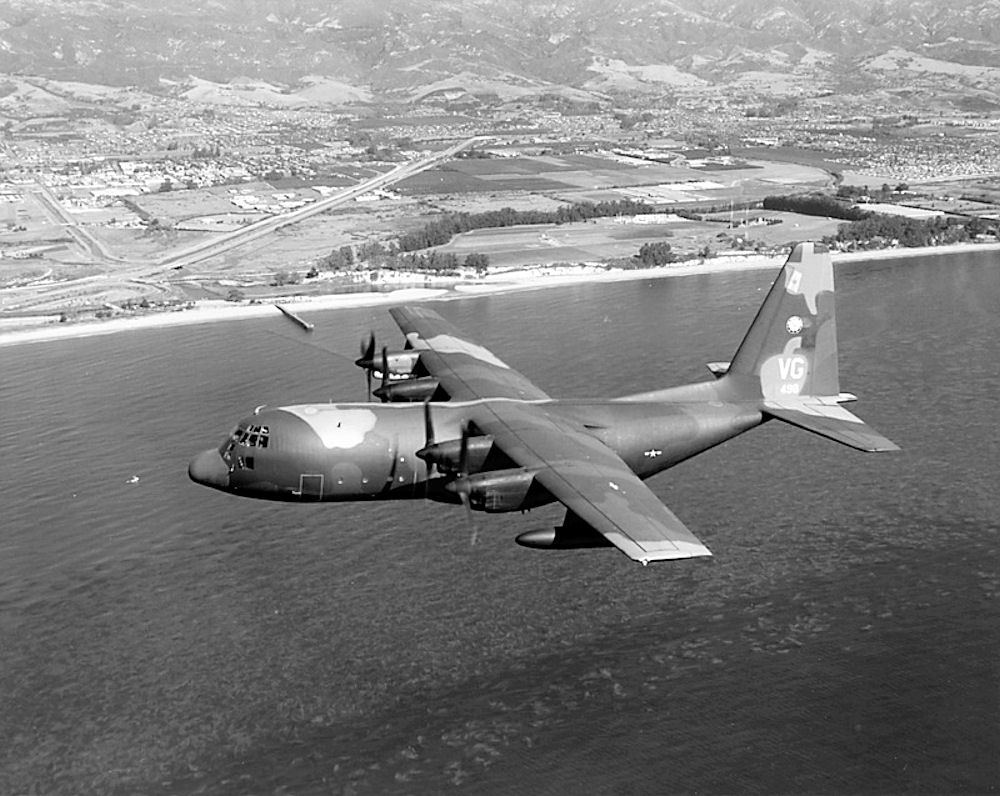
Lockheed C-130A Hercules.
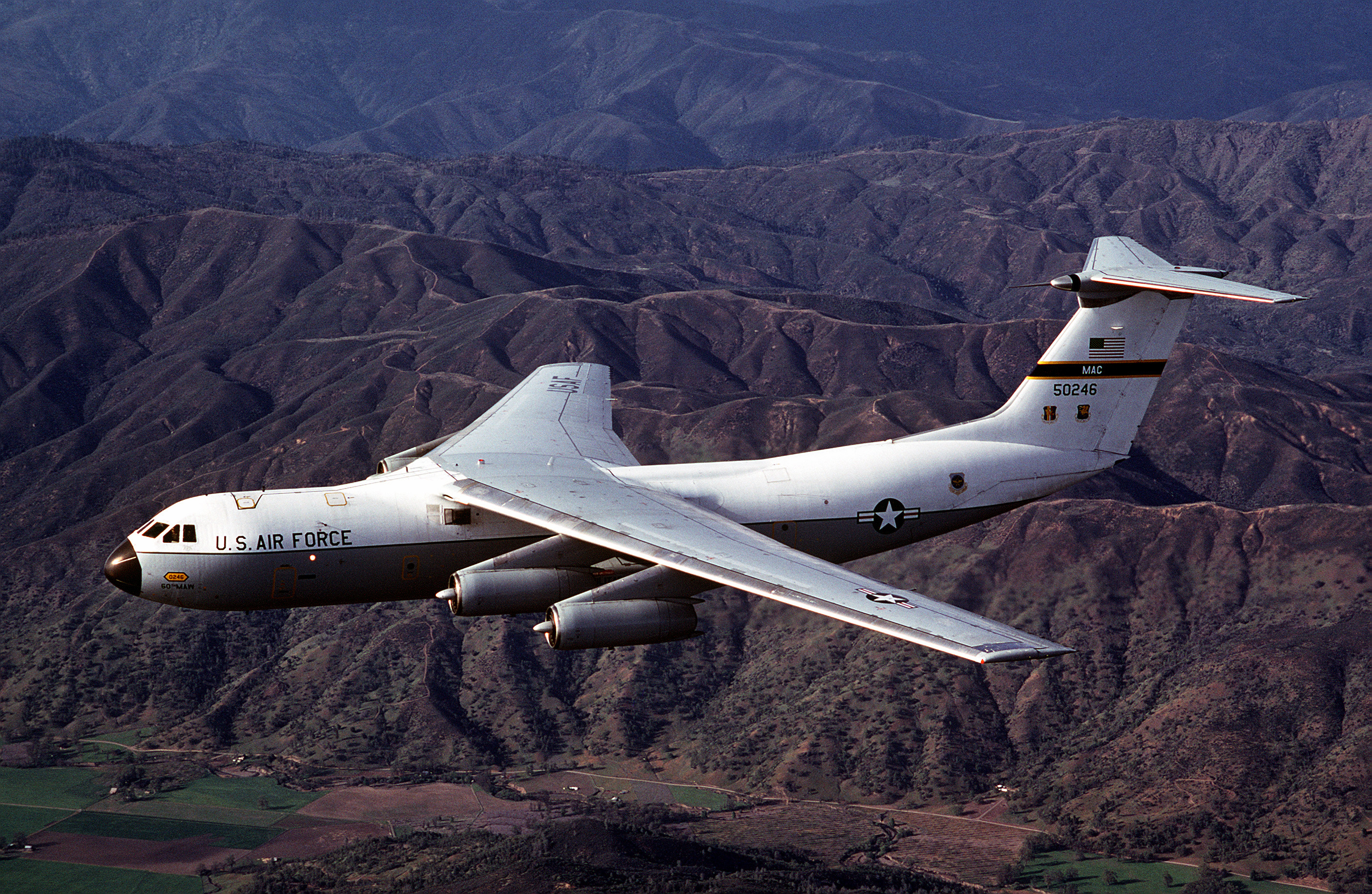
Lockheed C-141 Starlifter.

### Appel d'offres de l'USAF

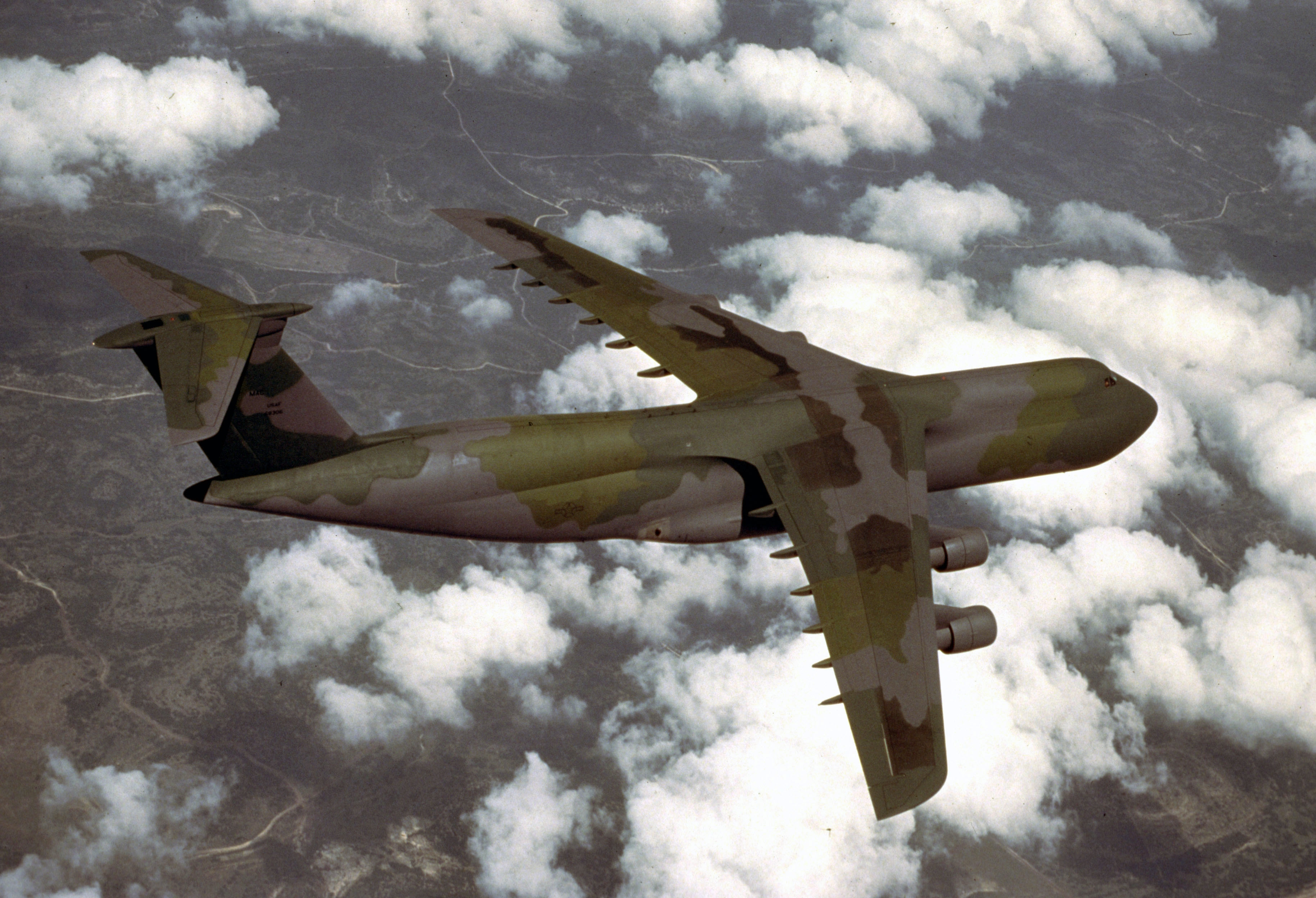
Un C-5A Galaxy en camouflage « Europe 1 » en vol au début des années 1980.

Pour remplacer les anciens Douglas C-133 Cargomaster, le commandant du Military Air Transport Service (MATS) demande le 9 octobre 1961 un nouvel avion de transport stratégique. L'USAF lance en 1963 le programme CX-HLS (pour Cargo Experimental-Heavy Logistics System) qui est approuvé par le secrétaire à la Défense des États-Unis Robert McNamara le 22 décembre 1964. Le cahier des charges du futur appareil est en partie basé sur les caractéristiques du Lockheed C-141 Starlifter : ailes hautes, dérive en T, quadrimoteur mais avec la capacité d'atterrir sur des pistes similaires (2 438 m au décollage et 1 219 m à l'atterrissage). La charge maximale est portée à 100 tonnes maximum et 51 tonnes en moyenne pour une autonomie respective de 6 000 et 10 000 km. Le nouvel appareil doit être capable de transporter des véhicules comme des MBT ou des pièces d'artillerie lourde, dont le transport n'est jusque là possible que par la mer.

### Réponse des constructeurs
Cinq constructeurs soumettent des offres préliminaires à l'USAF en 1964 : Boeing, Lockheed, Douglas, Martin Marietta, et General Dynamics (via sa division Convair). Les trois premiers sont retenus pour procéder à une étude beaucoup plus détaillée, financée, sur une durée d'un an. Le cahier des charges de l'USAF étant très directif, les avions proposés sont très similaires, ayant tous la même configuration générale : quatre réacteurs sous des ailes en position haute, un cockpit situé au-dessus du nez de l'avion, etc. Le 2 octobre 1965, le contrat est attribué à Lockheed. Boeing réutilise assez largement les études faites sur sa proposition pour développer son 747, bien qu'il ait une configuration différente.
Le surnom de l'appareil, Galaxy, est choisi lors d'un concours interne de Lockheed et trouvé par un employé, L. L. Kitchens. Il est adopté le 1er juin 1967. C'est une tradition, chez Lockheed, de puiser dans le champ lexical de l'astronomie pour nommer les avions : Constellation, Electra, Sirius, etc..

### Conception des moteurs

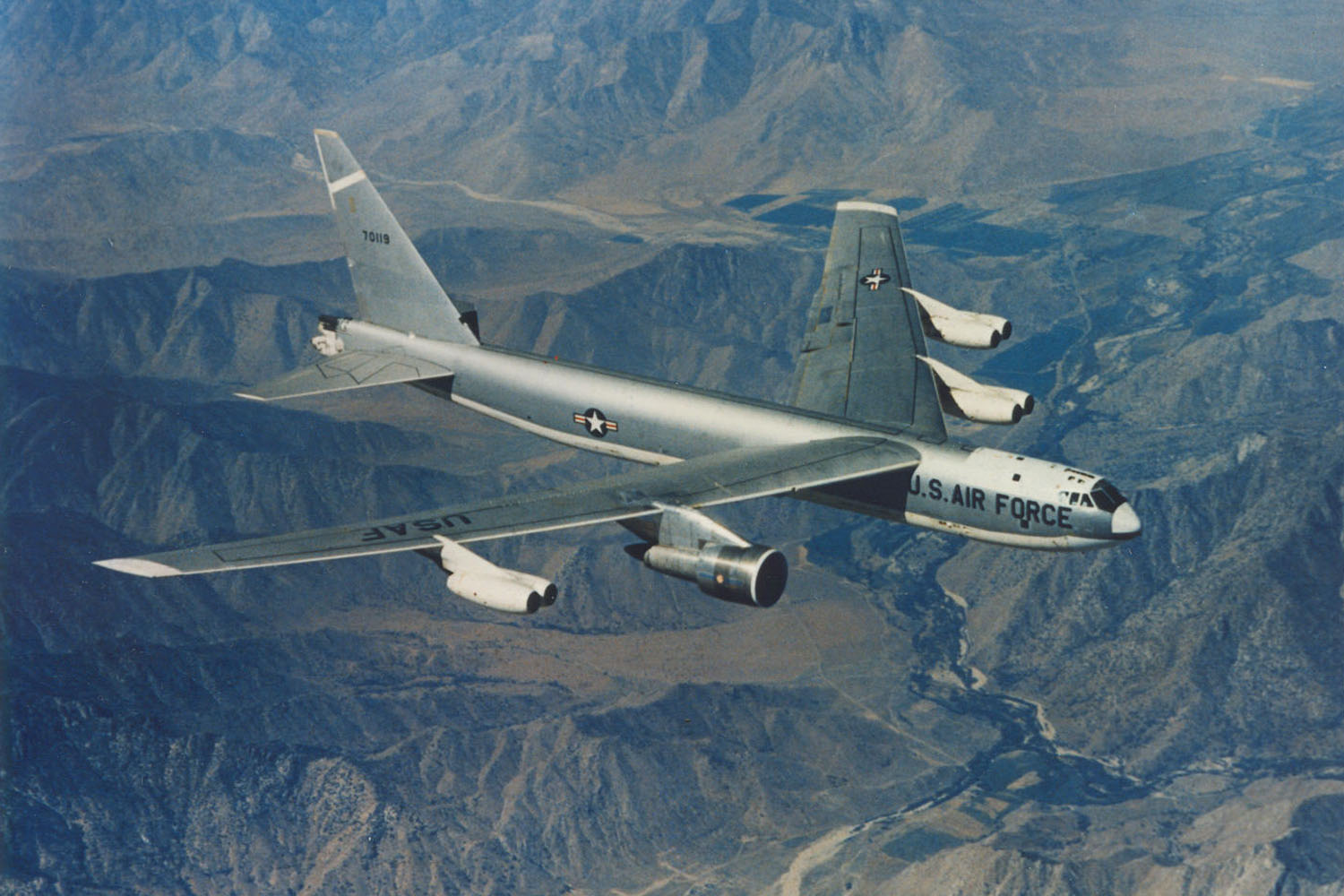
Essai en vol du TF39 sur un Boeing B-52.

Le cahier des charges de l'US Air Force, dans sa version finale au printemps 1964, exige que l'appareil se contente de quatre réacteurs. Étant donné sa taille, cela signifie qu'il faut développer un moteur d'une poussée au décollage de l'ordre de 200 kN, ce qui est gigantesque pour l'époque. En comparaison, les moteurs du C-141 développent 90 kN chacun. Initialement, trois motoristes sont candidats au développement d'un moteur pour CX-HLS : Pratt & Whitney, General Electric et Curtiss-Wright, ce troisième étant vite écarté. GE et PW sont financés pour développer des prototypes de moteurs, et finalement GE remporte le contrat. Son TF9, qui motorise le C-5, représente un bond considérable par rapport à tous les turboréacteurs à double flux préexistants, que ce soit par sa poussée maximale, son taux de compression, son taux de dilution, et la température atteinte en sortie de la chambre de combustion. Ce turboréacteur sert de base au CF6 civil. De même, Pratt and Whitney adapte au marché civil le moteur qu'il avait développé en compétition, pour en faire le JT9D. Ces deux familles de réacteurs motorisent ensuite les gros-porteurs civils : 747, DC-10, MD-11, A300, A310. Le programme CX-LHS a ainsi, indirectement, influencé pour des décennies l'aviation civile.

### Difficultés techniques et dépassements de budget
Lockheed est engagé, par contrat, à ce que le poids à vide de l'avion soit inférieur à 137 tonnes. Si ce poids est dépassé, le constructeur sera pénalisé financièrement. Cette limite se révèle extrêmement difficile à tenir et force les ingénieurs à alléger à outrance la structure, en particulier celle des ailes, dont les longerons sont conçus pour un niveau de contraintes 40 % supérieures à ceux du C-141.
Le premier vol du C-5A, (numéro d'immatriculation 67-017) a lieu le 30 juin 1968 depuis l'usine Lockheed Martin de Marietta où il a été assemblé, le C-5A Galaxy est alors le plus gros avion du monde, en longueur et en masse maximale au décollage (son envergure est légèrement inférieure à celle du B-36). Rapidement, quelques problèmes aérodynamiques apparaissent, en particulier le nombre de Mach de divergence de trainée est plus bas que prévu. Lors du premier vol, un incident est à déplorer, alors qu'il est en phase d'atterrissage, une des 28 roues de l'appareil va lâcher.
Un problème bien plus grave se pose concernant la structure des ailes : en 1969, lors des tests sur la cellule dédiée aux essais au sol, l'aile se rompt à 125 % de sa charge nominale, alors qu'elle doit résister jusqu'à 150 %. Dans les années suivantes, l'examen des avions déjà en service montre que les fatigues structurelle des ailes, et dans une moindre mesure du fuselage, sont bien plus rapides que prévu. Des études probabilistes sont menées, et il est estimé (à 90 % de probabilité) que sur les 79 avions produits, moins de 8 atteindront leur durée de vie estimée (19000 heures de vol) sans que des fissures n'apparaissent dans la structure des ailes.
En matière de dépassements budgétaires, le C-5 établit une première historique : pour la première fois, le coût d'un programme militaire dépasse son budget initial d'un milliard de dollars courants. Les dépassements de budget, cumulés au coût opérationnel de l'appareil, valent au C-5 d'être surnommé par les pilotes FRED pour Fucking Ridiculous Economic Disaster.
Henry Durham, cadre de Lockheed, alarme publiquement sur le déroulement du programme C-5, notamment sur l'utilisation d'alliages de mauvaise qualité. Cela lui fait perdre ses responsabilités au sein de l'entreprise jusqu'à devoir démissionner. Quelques années plus tard, en 1974, il reçoit un prix de l'American Ethical Union, association luttant (entre autres) contre la corruption,.
L'USAF réceptionne son premier C-5A (numéro d'immatriculation 68-0212) le 17 décembre 1969. Ce même avion devient opérationnel au sein du Military Airlift Command (en) (MAC, nouvelle désignation du MATS depuis le 1er janvier 1966) le 6 juin 1970) sur l'aéroport international de Charleston. 76 appareils sont en service en janvier 1979 et représentent la moitié de la capacité totale de transport du MAC.

## Caractéristiques (C-5A)

### Motorisation
Les quatre réacteurs à haut taux de dilution, de type TF39, les plus puissants du monde au moment où l'avion est entré en service, sont placés très haut par rapport au sol, ce qui permet à l'avion d'utiliser des pistes non-préparées sans que ses moteurs ne risquent d'avaler des objets étrangers. Les inverseurs de poussée n'agissent que sur le flux froid (l'air non brûlé venant de la soufflante), mais ont tout de même une bonne efficacité de 57 % (c'est-à-dire que la poussée inverse maximale est égale à 57 % de la poussée maximale au décollage).

### Voilure
L'aile haute, en flèche, est très grande : la surface alaire du C-5 est de 576 m2, ce qui dépasse n'importe quelle version du Boeing 747. L'avion ayant besoin de bonnes performances à basse vitesse, la flèche de l'aile est modérée, à 25°. La structure de l'aile est construite autour de trois longerons dans la partie intérieure, le longeron central s'arrête entre les deux moteurs. La cage délimitée par les longerons contient les réservoirs de carburants. L'aile du C-5 se caractérise par une très grande flexibilité. En effet, tous les avions voient leurs ailes se courber vers le haut, sous l'effet de la portance, en vol. Mais sur le C-5, cette flexion est énorme. Si, en stationnement, les ailes sont inclinées avec un dièdre négatif (donnant un aspect assez caractéristique à l'appareil), elles sont pratiquement horizontales en vol, l'extrémité des ailes monte d'environ 360 cm. C'est ce qui explique les problèmes de fatigue structurelle sur les premières ailes des C-5A et leur remplacement.

### Cabine principale

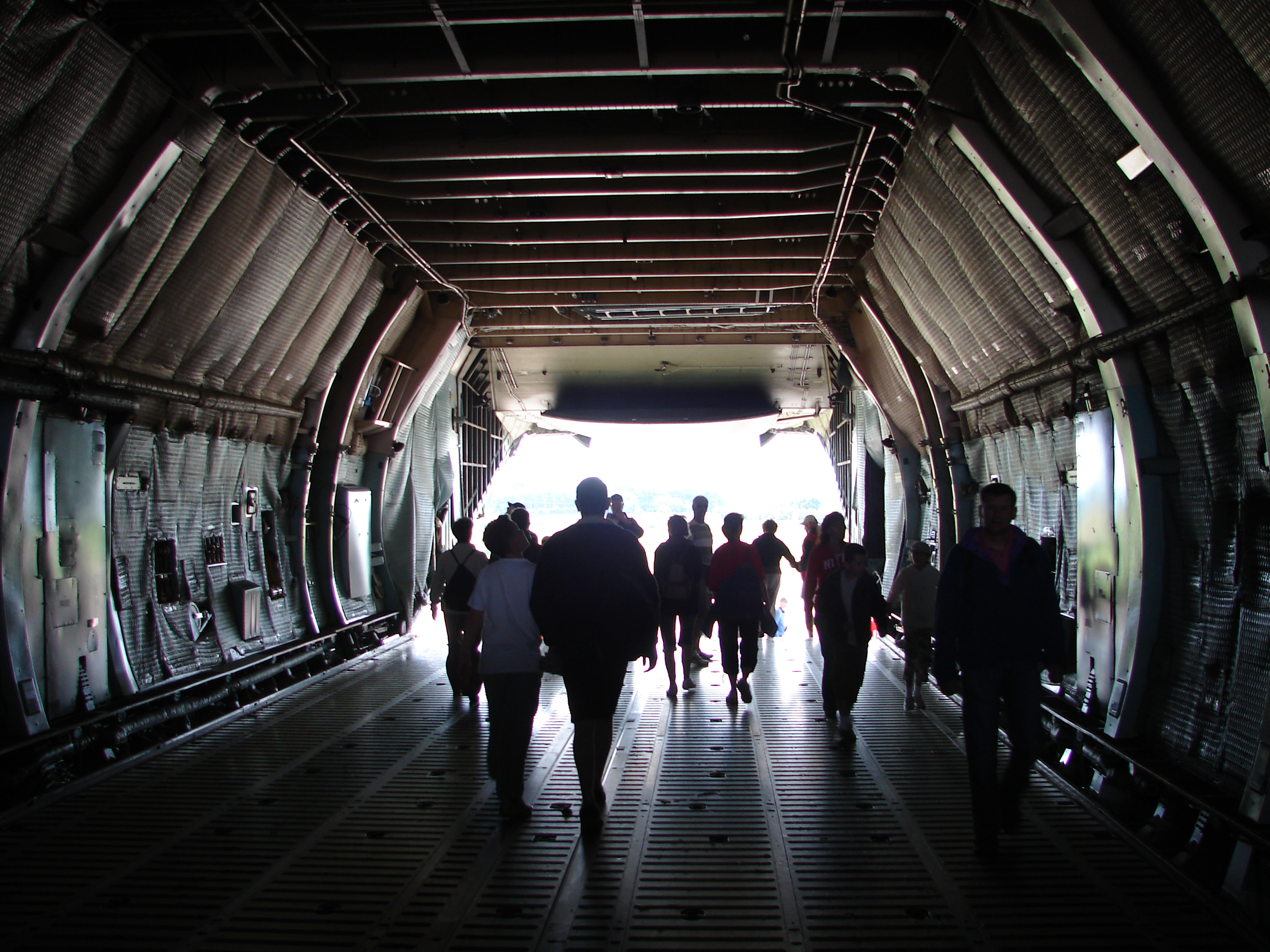
Cabine d'un C-5.

La cabine s'étend sur toute la longueur de l'avion, afin d'y accéder à la fois par la porte avant et la rampe arrière, ce qui permet un chargement et un déchargement plus rapides. Sa longueur est de 39,1 m et sa largeur (au niveau du plancher) de 5,79 m, tandis que la hauteur sous plafond, dans la partie centrale, est de 4,11 m. Le plancher est validé pour soutenir une masse de 1 460 kg par mètre carré, et 1950 dans la partie centrale. La cabine principale peut être utilisée pour le transport de troupes, et pour cela être pressurisée, on peut alors y accéder par une porte latérale.

#### Porte d'accès avant

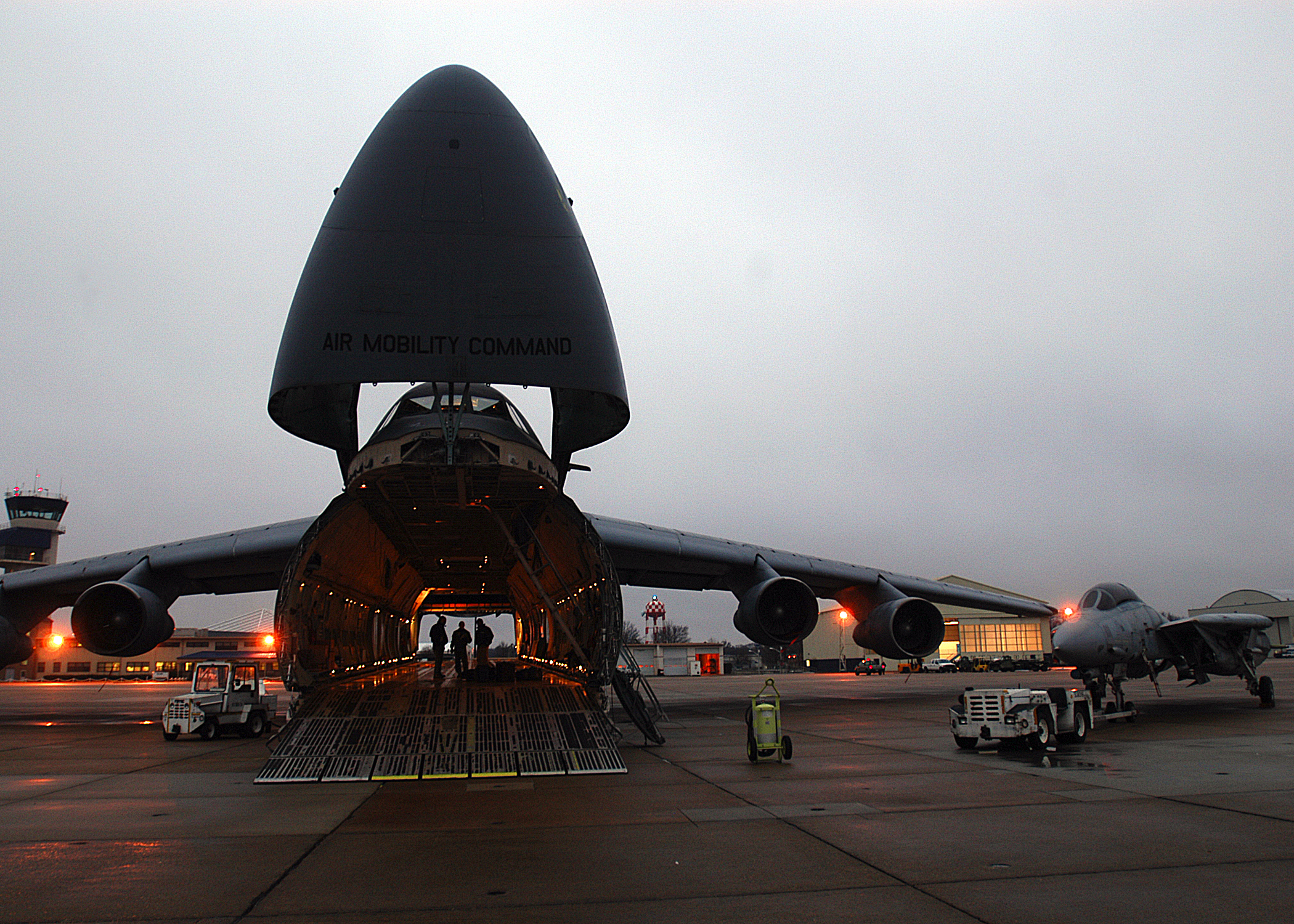
Ouverture de la porte avant.

La porte avant s'ouvre d'une façon un peu similaire à la visière d'un casque : elle pivote autour de deux points d'attache latéraux, sur les côtés du fuselage. Elle est actionnée par un système hydraulique placé au centre. Une fois la porte ouverte, une rampe en trois segments est dépliée.

#### Rampe de chargement arrière

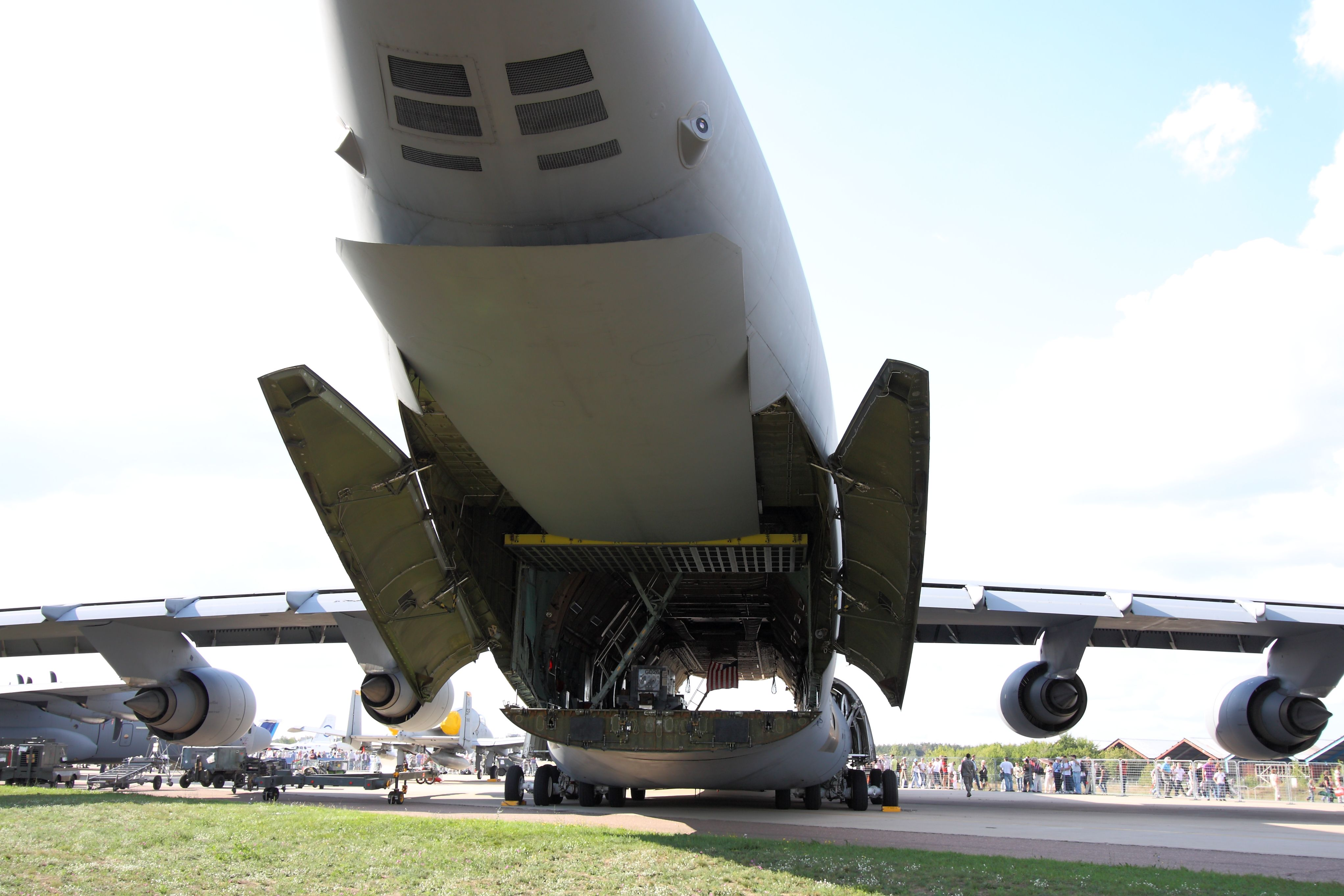
Mécanisme d'ouverture à l'arrière.

La conception de la rampe d'accès arrière devait concilier deux impératifs. D'un part, il fallait une rampe de la même largeur que le plancher de soute pour ne pas limiter le chargement. D'autre part, il ne fallait pas dégrader l'aérodynamique de l'arrière de l'avion. Pour cela, l'arrière comprend trois portes, une qui coulisse vers la queue de l'avion, et deux qui s'ouvrent latéralement.

### Cockpit et pont supérieur

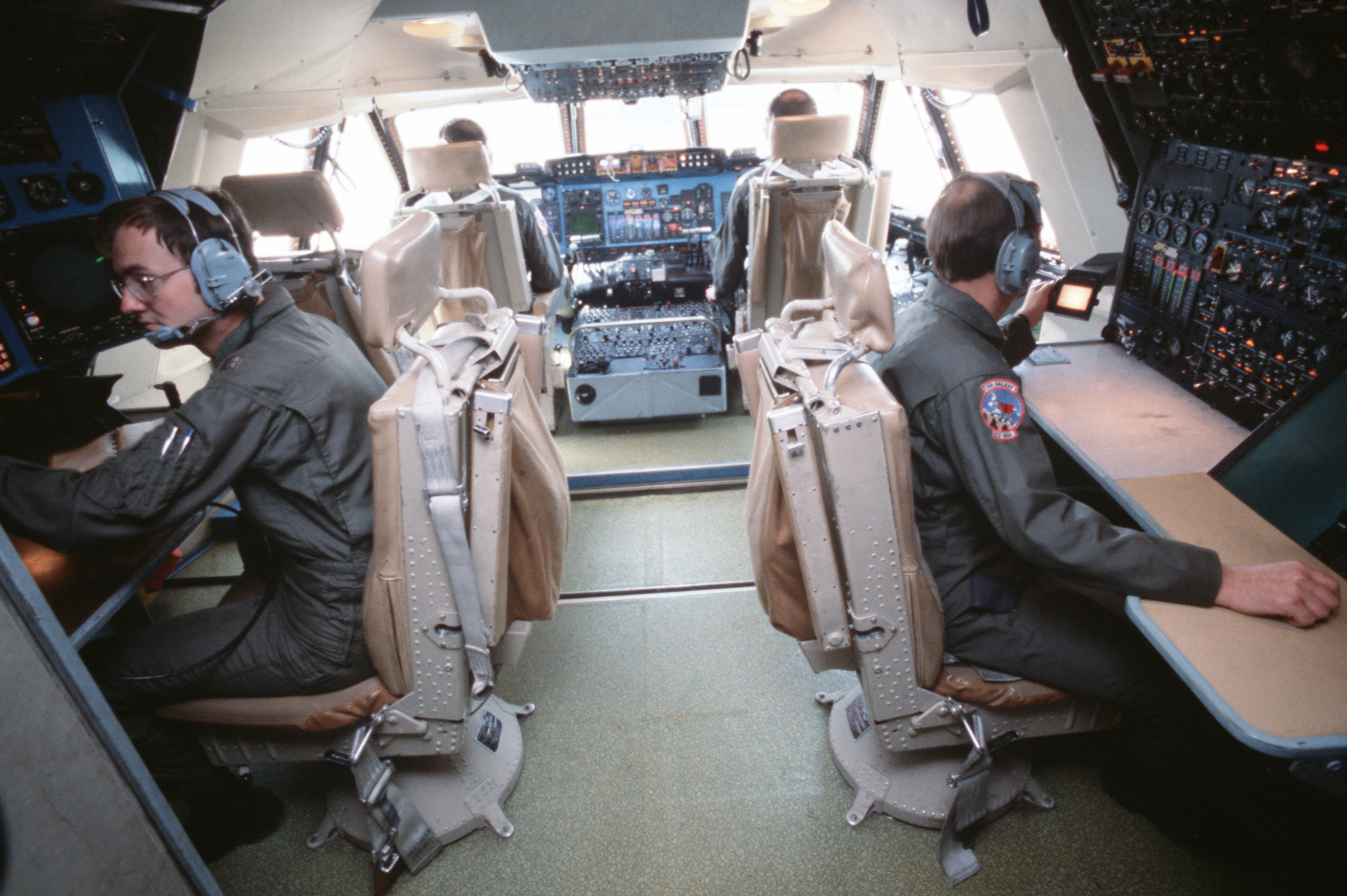
L'immense cockpit du C-5.

Le cockpit du C-5A est placé très haut, sur un pont supérieur. Ce point de conception est imposé par la demande de l'USAF, qui voulait pouvoir charger l'avion par l'avant. Cette caractéristique se retrouve dans les propositions concurrentes au programme CX-HLS, et sur d'autres avions-cargos conçus avec ce même impératif : Boeing 747, Antonov An-124, An-225 ou de façon plus anecdotique ATL-98 Carvair. Le cockpit est immense, car il est prévu pour jusqu'à sept membres d'équipage : deux pilotes, deux mécaniciens navigants, et trois chefs de soute. En arrière du cockpit se trouve une petite cabine destinée à l'équipage. Elle permet d'emporter une quinzaine de personnes supplémentaires, pour assurer des rotations lors des longs vols. Le pont supérieur se prolonge, en arrière des ailes, par une cabine passagers. Elle dispose de 73 sièges, disposés en rangées de six, de façon similaire à la cabine d'un avion de ligne, mais il n'y a pas de hublots et les sièges sont tournés vers l'arrière de l'appareil. On y accède depuis la soute principale, par un escalier escamotable via une trappe résistant à la pression. En effet, ce pont supérieur est pressurisé même lorsque la soute principale ne l'est pas. Cette capacité de transport de passagers permet, par exemple, d'emporter les équipages des véhicules transportés sur le pont inférieur.

### Train d'atterrissage

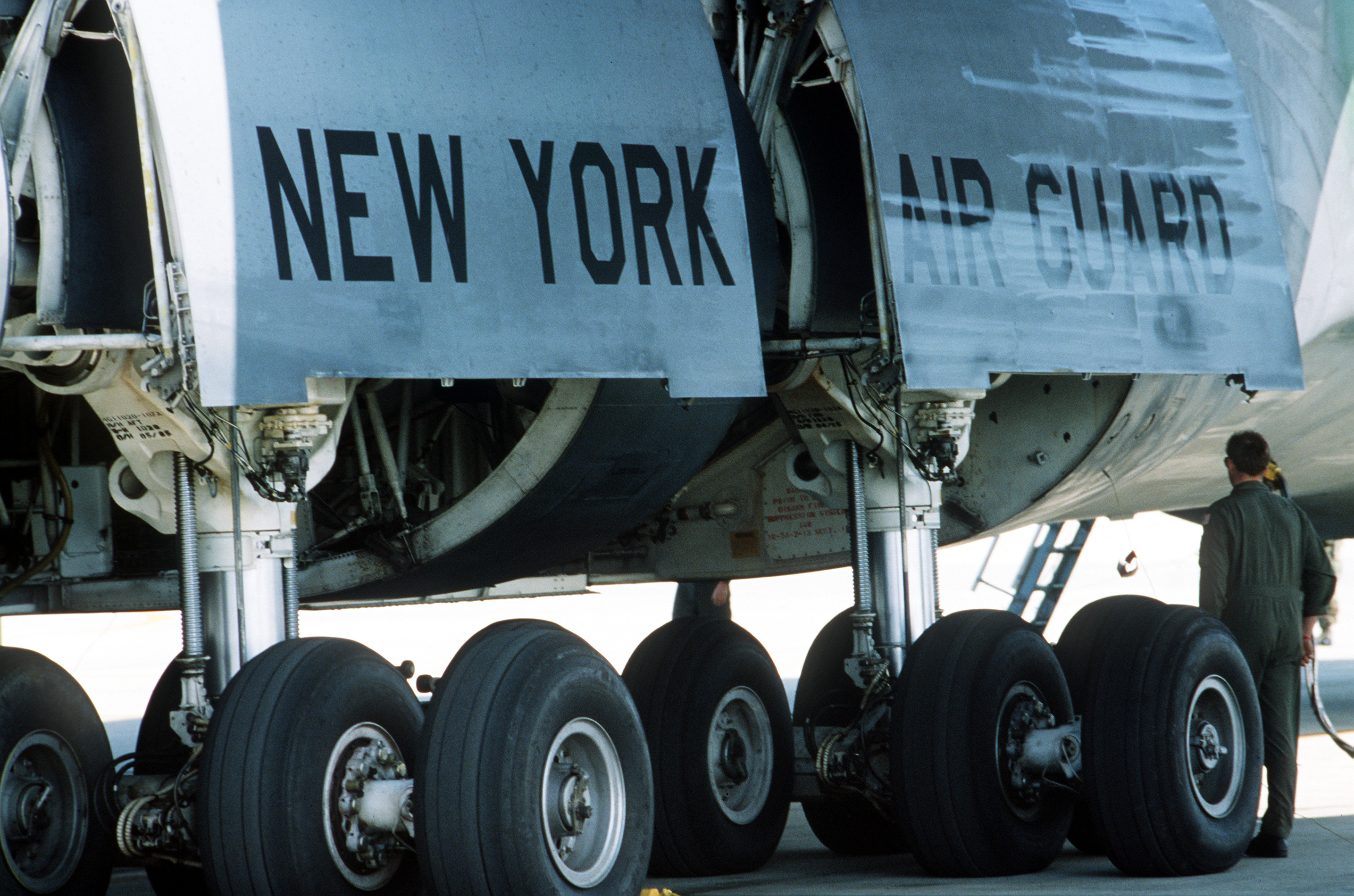
Deux jambes du train principal.

Le C-5, comme l'An-124 soviétique, possède un nombre très élevé de roues de train d'atterrissage : au total 28 pneus. La conception du train est particulièrement complexe. Le train principal comprend quatre jambes, portant chacune six roues, dont la disposition est inhabituelle : elles ne sont pas alignées en deux rangées, mais réparties en trois paires portées par une structure en "Y". Le train principal se replie dans les carénages le long du fuselage, et, pour limiter l'encombrement, chaque jambe pivote de 90° sur elle-même en se repliant. De plus, elles peuvent, en cas d'atterrissage par fort vent latéral, s'orienter de 20° dans une direction ou l'autre. Le train avant a une capacité d'orientation de 60° dans chaque direction, ce qui permet à cet avion énorme de procéder à des manœuvres au sol sur un espace limité.
Le train avant comporte quatre roues, alignées. Les amortiseurs du train du C-5 sont pilotables comme des vérins. Cela donne à l'avion la capacité de « s'agenouiller », c'est-à-dire que, lorsque l'avion est stationné, il est possible de réduire la garde au sol (et incliner l'appareil vers l'avant ou l'arrière), pour faciliter le chargement et le déchargement. Il est également possible de relever une seule jambe du train, pour permettre aux équipes de maintenance de changer une roue sans avoir besoin de surélever l'appareil avec un cric. La pression des pneus est contrôlable en vol, cela permet de préparer l'avion à toute sorte de terrain : augmenter la pression pour une piste bétonnée, la réduire pour une piste en terre.

### Systèmes électriques, hydrauliques et pneumatiques
L'appareil possède deux réseaux électriques. Le réseau principal en courant alternatif est alimenté, en vol, par quatre génératrices d'une puissance unitaire de 60 kVA, entraînées par les réacteurs via des mécanismes d'entraînement à vitesse constante (afin de produire de l'électricité d'une fréquence constante de 400 Hz, indépendamment du régime des moteurs). Il y a une importante redondance ici, l'ensemble des systèmes vitaux peuvent être alimentés par une seule génératrice. Le réseau secondaire est en courant continu à 27 volts, et est alimenté par deux redresseurs depuis le réseau principal.
Il y a deux groupes auxiliaires de puissance, qui sont situés dans les carénages du train d'atterrissage, et qui permettent d'alimenter tous les systèmes au sol, avec les réacteurs coupés. Celui de droite actionne une génératrice électrique, identique à celles des réacteurs. Celui de gauche alimente le réseau hydraulique.

### Système de carburant
Tout le carburant est stocké dans les ailes, dans douze réservoirs structuraux, pour un total de 185 mètres cubes. Un collecteur parcourt chaque aile sur toute la longueur et est utilisé pour tout transfert de carburant : non seulement l'alimentation des moteurs, mais aussi le transfert d'un réservoir à l'autre et au besoin le délestage. Les 24 pompes électriques centrifuges (deux par réservoir) sont accessibles par des trappes qui permettent de les remplacer au sol, sans devoir vidanger les réservoirs — c'est ici aussi un exemple de choix technique facilitant la maintenance sur une base avancée —. Le ravitaillement au sol se fait par quatre vannes situées dans les carénages du train.

#### Ravitaillement en vol

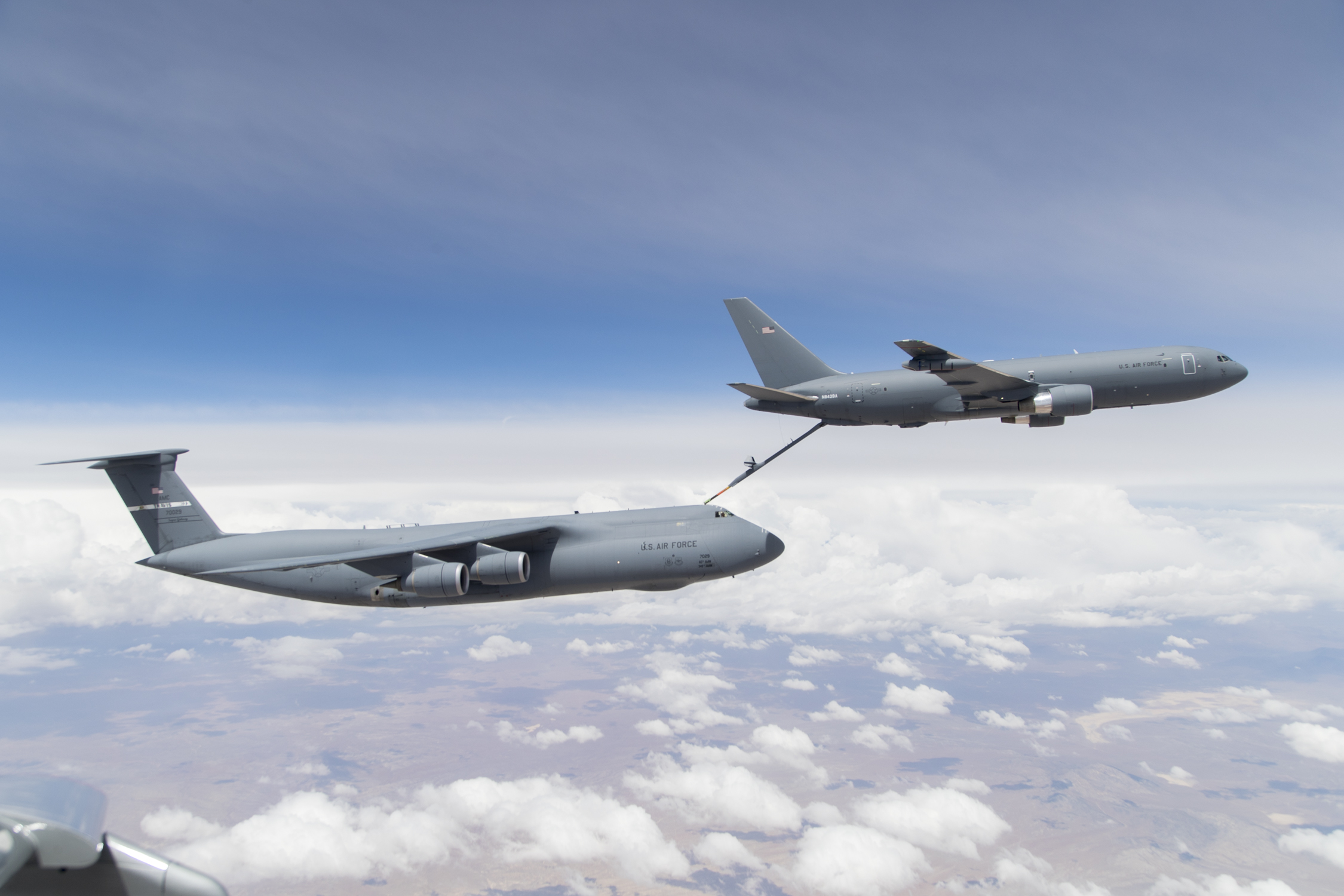
Un avion ravitailleur KC-46 ravitaillant un C-5M en 2019.

Bien que déjà doté d'une autonomie considérable avec sa capacité d'emport de carburant (5 500 km à pleine charge pour un C-5B), le Galaxy peut être ravitaillé en vol. Pour cela, il est équipé d'un réceptacle en arrière du cockpit, sur le dessus du fuselage, pour un ravitaillement par la méthode de perche télescopique. Cette capacité donne non seulement plus de souplesse d'utilisation à un avion qui, de par sa taille, ne dispose pas d'un choix illimité d'aéroports où se ravitailler, elle augmente aussi sa capacité d'emport : il peut réduire son chargement de carburant au décollage pour emmener des charges extrêmement lourdes sans dépasser sa masse maximale au décollage, et être ravitaillé peu après son départ. Le 1er décembre 2023, des essais en vol ont permis pour la première fois à un C-5 de livrer du carburant à un ravitailleur pour augmenter la flexibilité des opérations.

### Contre-mesures

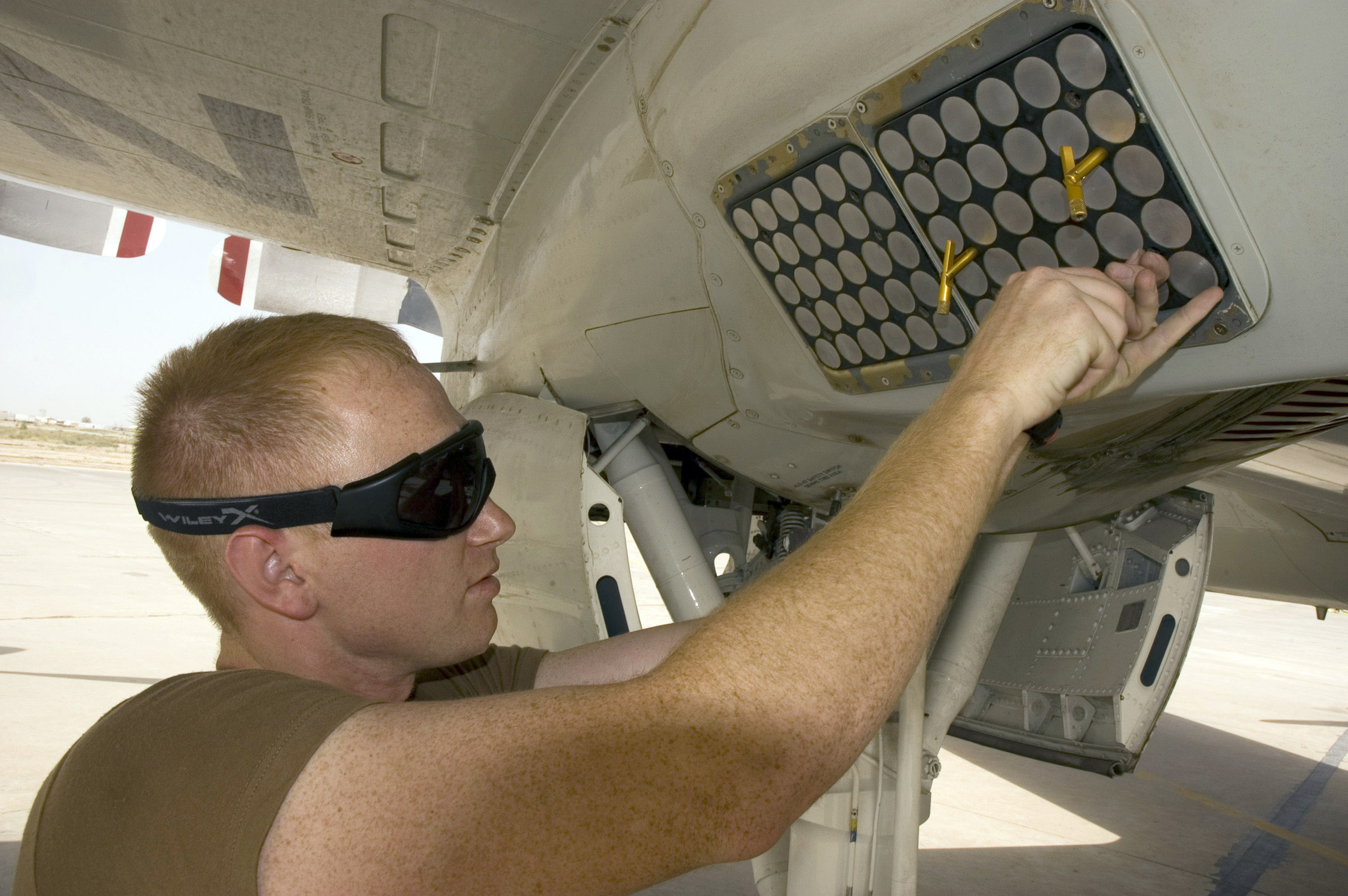
Lanceur de leurres ALE-47 (ici sur un P-3 Orion).

Pour se prémunir des missiles air-air ou surface-air, les C-5 sont dotés de systèmes de contre-mesures. Absents à l'origine, ces équipements ont été testés sur C-5 à partir de 1995, puis installés largement à la fin des années 2000. Il s'agit d'un système de détecteurs de départ de missile de type Marconi AN/AAR-47, qui détecte par infrarouge les missiles ennemis, couplés à des lanceurs de leurres AN/ALE-47. Ce système vise à égarer les missiles en lançant d'une part des engins pyrotechniques (pour les missiles à guidage infrarouge) et d'autre part des paillettes, c'est-à-dire de fines feuilles métallisées (pour les missiles à guidage radar),.

### Capacité d'emport

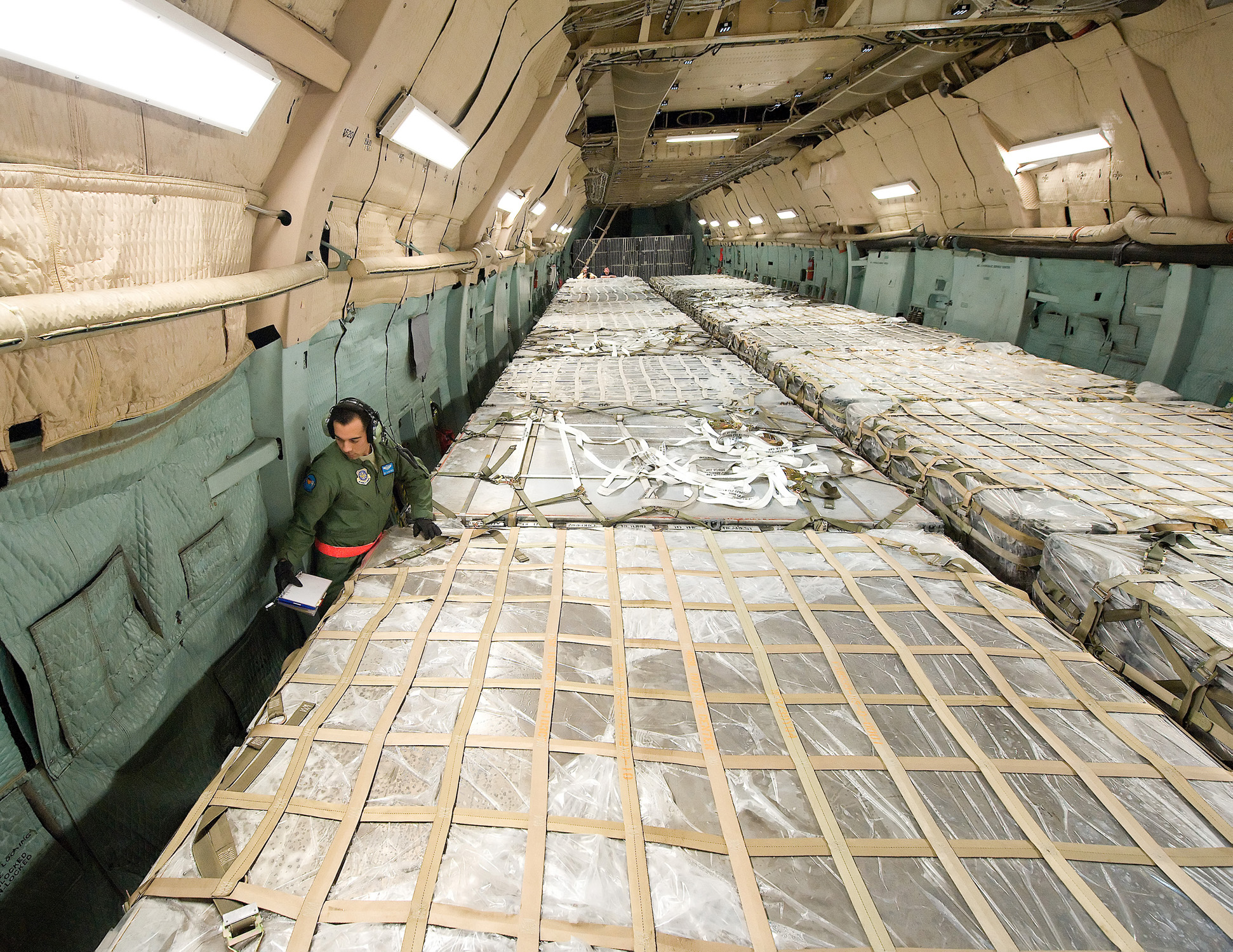
La soute du C-5 Galaxy a un volume de 1200 m3.

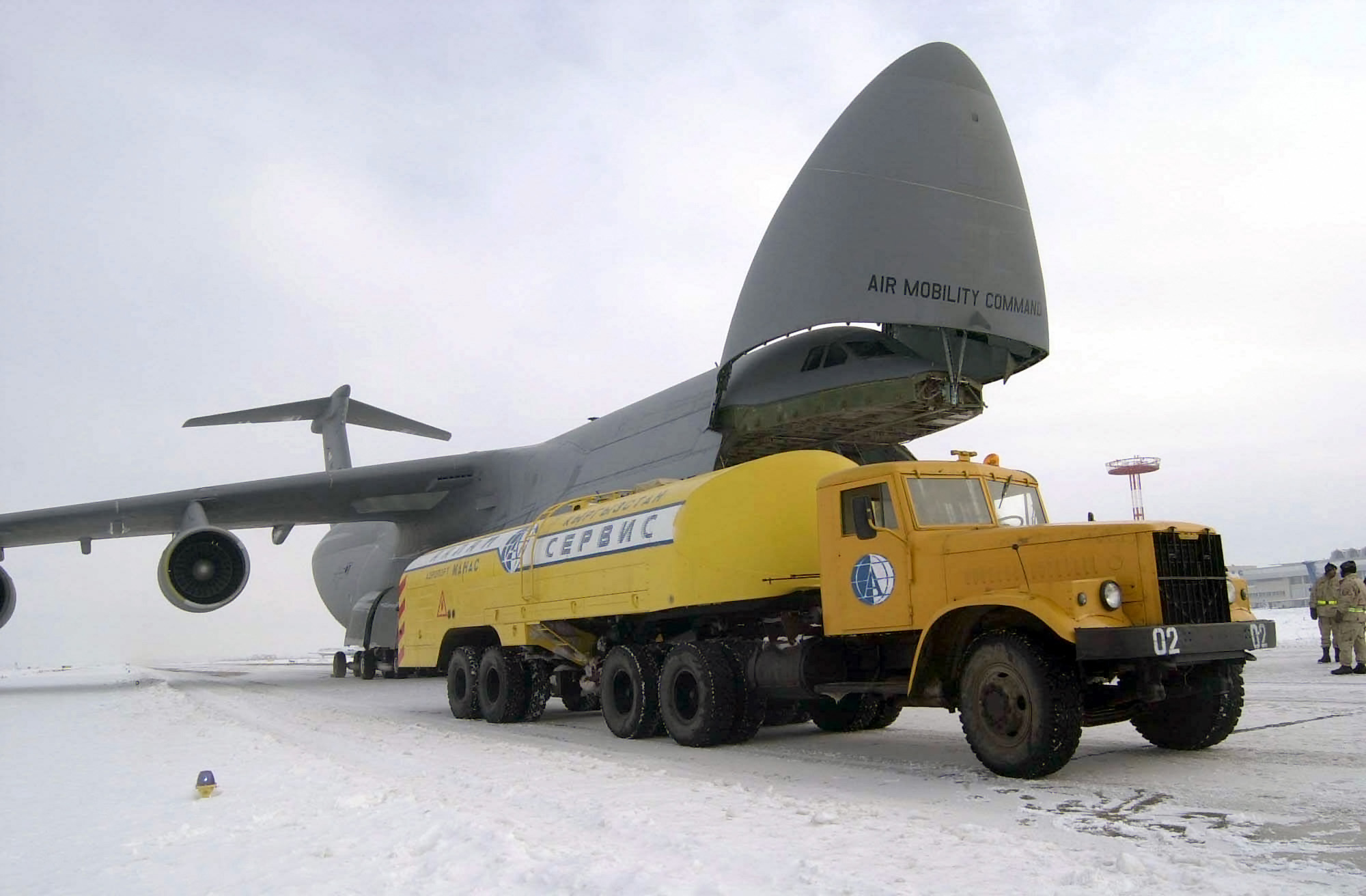
Plein de carburant à la base aérienne de Manas (Kirghizistan) d'un C-5 Galaxy en provenance de la base aérienne de Ramstein (Allemagne).

La soute du C-5 représente un volume total de 1 200 m3. Le pont inférieur peut être aménagé pour 270 passagers mais dans des conditions de confort inférieures à celles du pont supérieur.
On accède à la soute par deux rampes d'accès : la première se situe à l'avant, une fois le nez de l'appareil relevé. Elle permet le chargement de charges volumineuses et lourdes. La seconde se trouve à l'arrière et permet le chargement des palettes et des véhicules légers. Elle est aussi utilisée pour le parachutage d'hommes et de matériel. La capacité de charge du C-5A permet de transporter 136 080 kg sur une distance de 5 526 km, soit au choix :
- deux chars d'assaut M1A1 ;
- un char et deux VCI Bradley ;
- dix blindés légers LAV-25 ;
- six hélicoptères UH-60 Black Hawk ;
- six hélicoptères AH-64 Apache ;
- deux hélicoptères lourds CH-47 Chinook ;
- seize camions de 4 tonnes ;
- 36 palettes standards master 463 l[37].

Sa capacité d'aérolargage est donnée à 27 tonnes.
| un énorme hélicoptère sort de la porte avant d'un C-5.              |
| Un des deux helicoptères Chinook en train d'être déchargé d'un C-5M |

| mini-sous-marin monté sur une remorque de camion.                               |
| Sous-marin de sauvetage de la classe Mystic en train d'être chargé dans un C-5. |

| hélicoptère partiellement démonté.          |
| CH-53E en train d'être chargé dans un C-5A. |

| Char de combat en peinture de camouflage "désert" (couleur ocre) sur la rampe de chargement avant du C-5. |
| Un char M1A1 Abrams en train d'être chargé dans un C-5.                                                   |

### Coûts
Une étude du Center for Defense Information sur le coût de l’heure de vol des avions de l'USAF déclare les chiffres suivant pour le C-5 :
| Année | Coût du C-5A | Coût du C-5B |
| ----- | ------------ | ------------ |
| 2001  | 42 646 $     | 32 636 $     |
| 2002  | 26 046 $     | 24 524 $     |
| 2003  | 28 490 $     | 27 173 $     |
| 2004  | 35 375 $     | 31 827 $     |
| 2005  | 34 863 $     | 37 625 $     |
| 2006  | 41 712 $     | 40 356 $     |
| 2007  | 48 099 $     | 40 164 $     |
| 2008  | 47 680 $     | 47 680 $     |
| 2009  | 45 677 $     | 41 236 $     |
| 2010  | 47 819 $     | 49 060 $     |

Ces avions ont un coût de l'heure de vol très nettement supérieur à celui de l'autre transport stratégique de l'USAF, le C-17, dont les chiffres varient de 17 192 à 22 360 $ durant la décennie 2000.

## Évolution

### C-5A
Le C-5A est la version de production initiale. Le 17 décembre 1969, le premier est livré à l'USAF. 81 exemplaires sont construits dont le dernier est livré en mai 1973. De 1981 à 1986, 77 appareils (quatre ayant été retirés consécutivement à des accidents, dont deux furent transformés pour la NASA) sont équipés d'une nouvelle voilure, construite dans un alliage plus résistant qui n'était pas disponible dans les années 1960, en correction du problème de fatigue prématurée. Les appareils retrouvent ainsi leur pleine capacité de transport.

### C-5B
Après l'élection de Ronald Reagan en 1980, des moyens considérablement accrus sont accordés aux militaires, et les moyens logistiques en profitent largement. Parmi les programmes lancés, la construction d'une nouvelle série de C-5 figure en bonne place. Ce sont les C-5B, version modernisée au niveau de l'avionique (radar notamment) et des moteurs, et intégrant de série les améliorations sur la structure qui avaient été apportées a posteriori sur les C-5A. Les 50 appareils de ce type ont été livrés de 1986 à 1989.

### C-5C SCM (Space Cargo Modified)

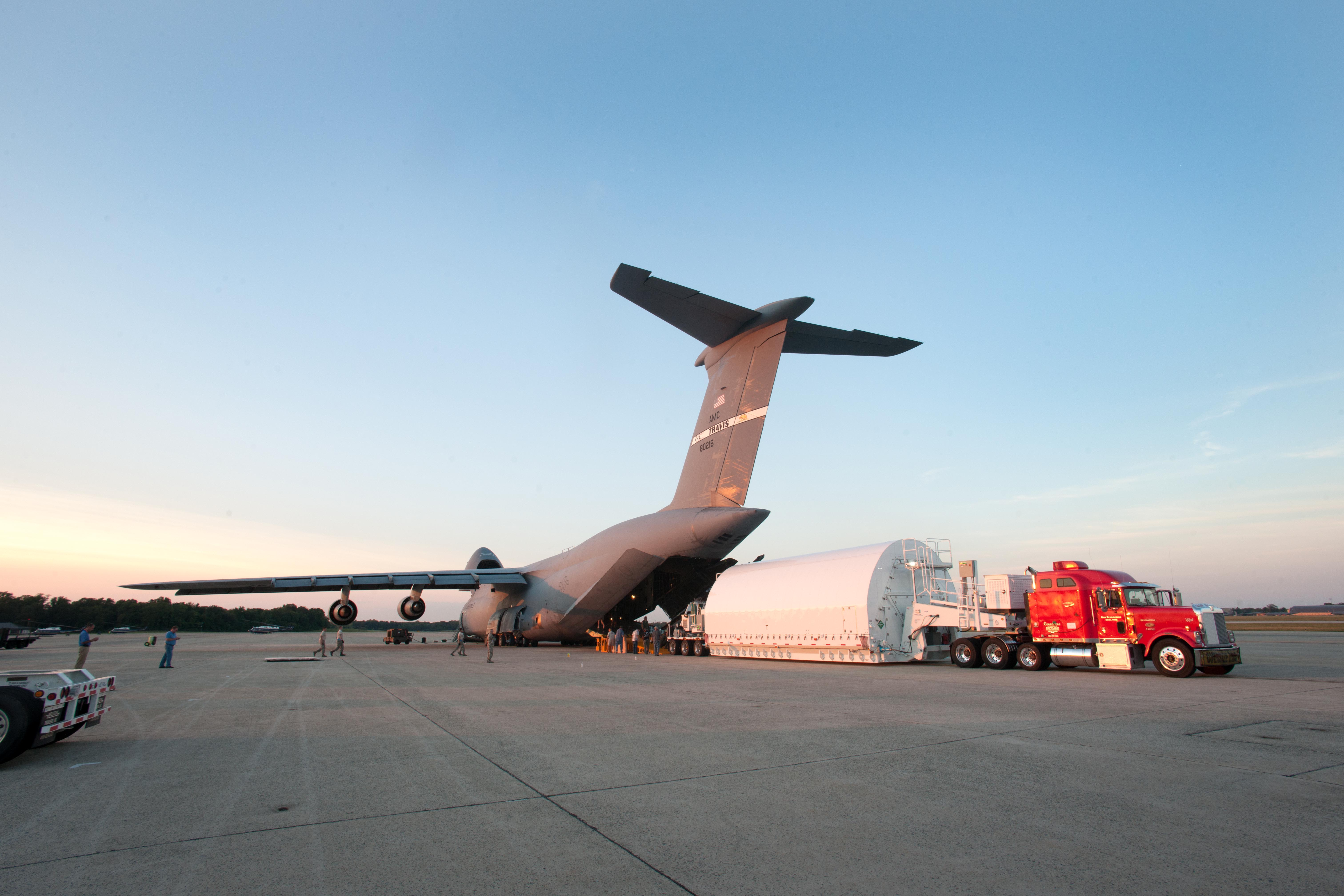
Chargement du télescope spatial James Webb dans un C-5C SCM.

Deux exemplaires de C-5A (68-0213 & 68-0216) qui avaient été endommagés dans des accidents ont été modifiés en 1988 pour permettre l'emport de satellites et d'équipement spatiaux pour la NASA. Le logement passager en partie supérieure arrière est supprimé et la porte arrière en 4 parties (rampe inférieure, porte supérieure et porte latérale gauche et droite) est remplacé par 2 demis coquilles, elles-mêmes divisées en 2 éléments (gauche et droite). Ils reprennent le service en 1989 et 1990. Ils deviennent des C-5M SCM en recevant les mêmes modernisations que le reste de la flotte.

### C-5M
Le C-5M est issu de deux programmes de modernisation sur les appareils existants : AMP (avionics modernization programme) et RERP (Reliability Enhancement & Re-Engining Program). Ces programmes, dont l'origine se situe en 1999, visent à maintenir le Galaxy en service jusqu'aux années 2040.
Le programme AMP consiste en un remplacement d'une grande partie de l'électronique et des équipements électriques. De nouveaux équipements de télécommunication, transpondeurs, TCAS, IFF, et autres ont été installés, et de nombreux appareils d'origine ont été retirés. Cette opération vise à simplifier la maintenance, améliorer la fiabilité, faciliter l'interopérabilité avec des avions plus récents, et surtout simplifier l'insertion des C-5 au milieu du trafic civil. Le 2 décembre 2002, le premier appareil avec une nouvelle avionique prend son envol.
Concernant la remotorisation (programme RERP), le réacteur CF6-80C2-L1F, désigné F138 par les militaires, est sélectionné pour remplacer les TF39. Un FADEC est également installé. Ces moteurs offrent une augmentation de 22% de la poussée, un roulement au décollage de 30% plus court, un taux de montée de 58% plus rapide, et permet de transporter beaucoup plus de marchandises sur de plus longues distances. De plus, leur maintenance est moins coûteuse que celle des anciens TF39, notamment parce qu'il s'agit d'un modèle répandu dans le monde civil (sur les gros-porteurs), d'où une large disponibilité des pièces. La consommation de carburant est réduite d'au moins 8%,.
Le premier C-5M « Super Galaxy » de série effectue son premier vol le 19 septembre 2010. Il entre en service actif en 2014 après de longs essais. Le 52e et dernier exemplaire modernisé a été remis à l'USAF le 2 août 2018. Le dernier C-5 non modernisé est retiré en septembre 2017,,.

## Propositions et expérimentations

### Version civile
En 1965, les responsables de Lockheed envisagèrent une version civile de l'avion, destinée au marché du fret. Connu sous la désignation de L-500, cet avion devait être propulsé par quatre Pratt & Whitney JT9D-7 mais il ne dépassa jamais le stade de la maquette. Lockheed tente en particulier de le promouvoir auprès de l'industrie automobile : un L-500 aurait pu transporter 55 voitures et était promu comme un moyen d'accélérer les livraisons de voitures neuves vers les concessions.

### Projet de vente à l'Iran
En 1974, l'État impérial d'Iran propose de financer le redémarrage de la production du C-5 pour en équiper sa propre armée de l'air. La commande n'est jamais concrétisée, et la révolution islamique met évidemment fin à cette possibilité.

### Tir de missile Minuteman

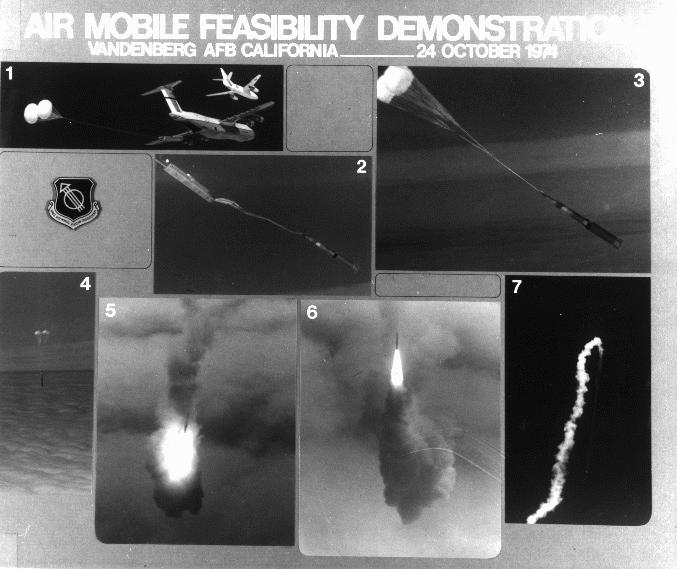
Aérolargage et tir du Minuteman.

Le 24 octobre 1974, au-dessus de l'océan Pacifique, un C-5A, immatriculé 69–0014, procède à un essai de largage et tir en vol d'un missile LGM-30 Minuteman. Seul le premier étage du missile est actif. Largué à 6 100 m d'altitude, le missile tombe, ralenti par des parachutes, jusqu'à 2 400 m, avant d'être mis à feu pour effectuer un vol parabolique. Cette expérience démontre la faisabilité de tirer un missile balistique intercontinental depuis un avion, une solution susceptible de diminuer sa vulnérabilité à une attaque préventive. Cependant, l'idée se heurte à des difficultés considérables, notamment en matière de sûreté. Ce système n'est jamais testé plus avant ni déployé, mais il fournit une monnaie d'échange supplémentaire dans les négociations des accords SALT sur la limitation des armements stratégiques, où les États-Unis renoncent à le mettre en service.

### Transport de la navette spatiale
Dans le cadre du développement de la Navette spatiale américaine, la NASA a besoin d'un avion capable de convoyer l'orbiter, mais aussi de le larguer en vol pour les essais en vol plané. Il y a deux propositions sur la base du C-5. L'une consiste à transporter la navette sur le dos d'un Galaxy modifié. L'autre est bien plus étrange, puisqu'elle propose un avion bipoutre couplant deux fuselages de C-5, reliés par un tronçon d'aile sous lequel la navette est attachée. Ces propositions sont écartées et finalement le Shuttle Carrier Aircraft est réalisé sur base de Boeing 747.

## Carrière opérationnelle

### Affectation
Les États-Unis sont le seul pays à avoir acquis des C-5 pour le compte de l'US Air Force (USAF). Les 125 exemplaires opérationnels en 2004 sont alors répartis au sein des escadrons suivants. Une partie des escadrons ont été convertis sur C-17 depuis.
97th Air Mobility Wing - Altus Air Force Base (Oklahoma)
- 56th Airlift Squadron. Cet escadron est désactivé en 2008, puis reformé en 2016 comme escadron de ravitaillement en vol, avec des KC-46[54].

436th Airlift Wing - Dover Air Force Base (Delaware).
- 3rd Airlift Squadron. Converti sur C-17 en 2007[55]
- 9th Airlift Squadron[56].
- 326th Airlift Squadron. Converti sur C-17 en 2007[57].
- 709th Airlift Squadron[58].

164th Airlift Wing - Aéroport international de Memphis (Tennessee)
- 155th Airlift Squadron. Converti sur C-17 en 2012[59].

105th Airlift Wing - Stewart Air National Guard Base (en)/Aéroport de Newburgh-Stewart (New York)
- 137th Airlift Squadron - Converti sur C-17 avant 2015[60].

60th Air Mobility Wing - Travis Air Force Base (Californie)
- 21st Airlift Squadron. Converti sur C-17 en 2006[61].
- 22d Airlift Squadron[62].
- 301st Airlift Squadron. Converti sur C-17 en 2006[63].
- 312th Airlift Squadron[64].

439th Airlift Wing - Westover Air Force Base (Massachusetts)
- 337th Airlift Squadron[65].

### Guerre du Vietnam
Le C-5 entre en service opérationnel en 1970 et est immédiatement mis à contribution pour le soutien logistique dans le cadre de la guerre du Viêt Nam. Les C-5 transportent du matériel, des munitions et des troupes à travers le pacifique. Ils prennent aussi part à l'évacuation à la fin du conflit. À ce moment, l'un d'entre eux s'écrase (accident de Tan Son Nhut, le 4 avril 1975), tuant 140 orphelins de guerre qu'il évacuait (opération Babylift). C'est le seul C-5 à avoir été détruit pendant un conflit.

### Opération provide Hope
Il a servi quotidiennement pour le transport de lourdes charges comme pour l'opération Provide Hope d'aide humanitaire (denrées alimentaires et matériel médical) vers l'ex-Union soviétique. Il y avait 19 rotations de C-5 dans le cadre de Provide Hope I, en février 1992, et 36 pour Provide Hope III, en octobre de la même année. Les autres avions utilisés sont des C-141 et des C-130.

### Conflits dans le golfe arabo-persique
Pendant les opérations Bouclier du désert et Tempête du désert, les C-5 et les C-141 sont à nouveau massivement mis à contribution. Les C-5 effectuent 3770 missions de transport. La base roi Abdelaziz à Dhahran est la destination principale des vols de transports stratégiques.

### Années 2000
La base aérienne de Manas a joué un rôle important pendant le conflit en Afghanistan, étant à même de recevoir les avions les plus lourds de l'USAF, dont les C-5. Dans les années 2000, les C-5, comme la flotte logistique en général, sont fortement sollicités pour accompagner simultanément les opérations en Afghanistan et en Iraq.

### À disposition des alliés et des civils
À plusieurs occasions, les C-5 ont volé comme soutien logistique pour des pays alliés, dans le cadre de conflits auxquels les Américains n'ont pas directement pris part.
Pendant la guerre du Kippour, des C-5 et des C-141 sont mobilisés pour livrer à Israël d'importantes quantités de matériel, de ravitaillement et de munitions, venant directement des États-Unis, ou des troupes américaines stationnées en Europe. Cette opération est appelée Nickel Grass. La capacité des C-5 permet de transporter des matériels aussi lourds que des chars M60 et des obusiers M109.
Pendant les préparatifs de la Bataille de Kolwezi en mai 1978, un C-5 est mis à la disposition des forces françaises, il transporte du matériel depuis la Corse, puis depuis une base française au Gabon, vers Lubumbashi. Des C-5 sont également mis à disposition pour le transport de troupes britanniques et néerlandaises pour une mission de maintien de la paix en Croatie en 1995, ou des troupes nigérianes en Somalie en 1993.
Les C-5 ont aussi été mis à disposition de projets civils. Quelques exemples de telles opérations.
- En 1977, un C-5 transporte de Chicago à Moscou un électroaimant supraconducteur pesant 40 tonnes dans le cadre d'une coopération avec l'URSS sur la magnétohydrodynamique. C'est aussi la première fois qu'un C-5 se pose en URSS[74].
- En 1988, un C-5 a transporté tout le matériel, dont un hélicoptère, vers la Chine pour une importante expédition sur l'Everest[75].
- Depuis 1989, des C-5 ont plusieurs fois été utilisés pour ravitailler la base antarctique McMurdo, où ils se posent sur une piste aménagée sur la glace[75].
- L'opération Provide Hope, le pont aérien humanitaire à destination de la Russie et des nouvelles républiques indépendantes après la dislocation de l'URSS à partir de 1992, voit les avions-cargos C-5 et C-141 de l'USAF livrer 4 000 tonnes de nourriture et fournitures[76].

### Réduction de la flotte
Le nouveau McDonnell Douglas C-17 Globemaster III est mis en service à partir de 1993. S'il a été conçu comme remplaçant du C-141, il a une capacité nettement supérieure à celui-ci (tant en masse qu'en volume) et reprend à son compte une part des tâches qui étaient celle du C-5. Le C-17 est relativement économique en comparaison avec le C-5 : en 2013, son coût opérationnel à l'heure de vol est de 23 800 dollars, moins du tiers de celui du C-5. En 2010, l'état-major annonce que pour dix C-17 entrant en service (en remplacement de C-141), un C-5 sera remisé.
En janvier 2004, il reste 125 appareils en service sur les 131 assemblés dans le Air Mobility Command qui a remplacé en 1992 le MAC. Le 25 février 2008, la US Air Force entérine la modernisation de sa flotte de C-5B Galaxy qui sont transformés en C-5M Super Galaxy. 52 exemplaires soit 49 C-5B, deux C-5C et un C-5A sont modifiées en ce standard entre 2010 et 2017.
Au 30 septembre 2013, 31 -A, 29 -B, 2 -C et 10 -M soit 72 appareils sont en service. Depuis 2018, les 52 C-5M sont les seuls en service actif.

### Accidents
Malgré des débuts très chaotiques dans les années 1970, le C-5 Galaxy se caractérise par un faible taux d'attrition en plus de 40 ans d'activité : seuls huit accidents graves ont été répertoriés en 2018 dont un seul pendant un conflit militaire.

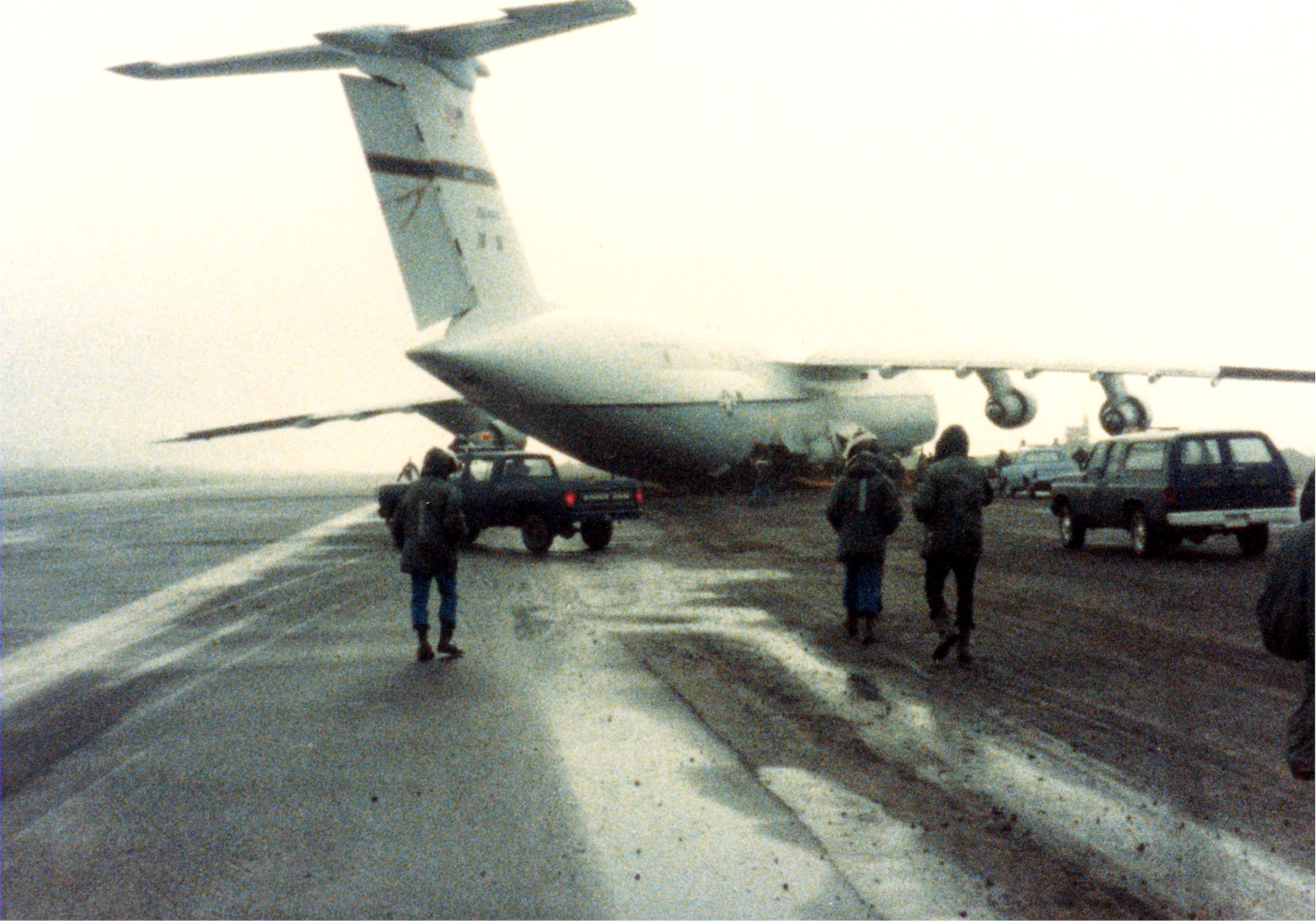
Après l'accident du 31 juillet 1983, le C-5 impliqué est remis en service.

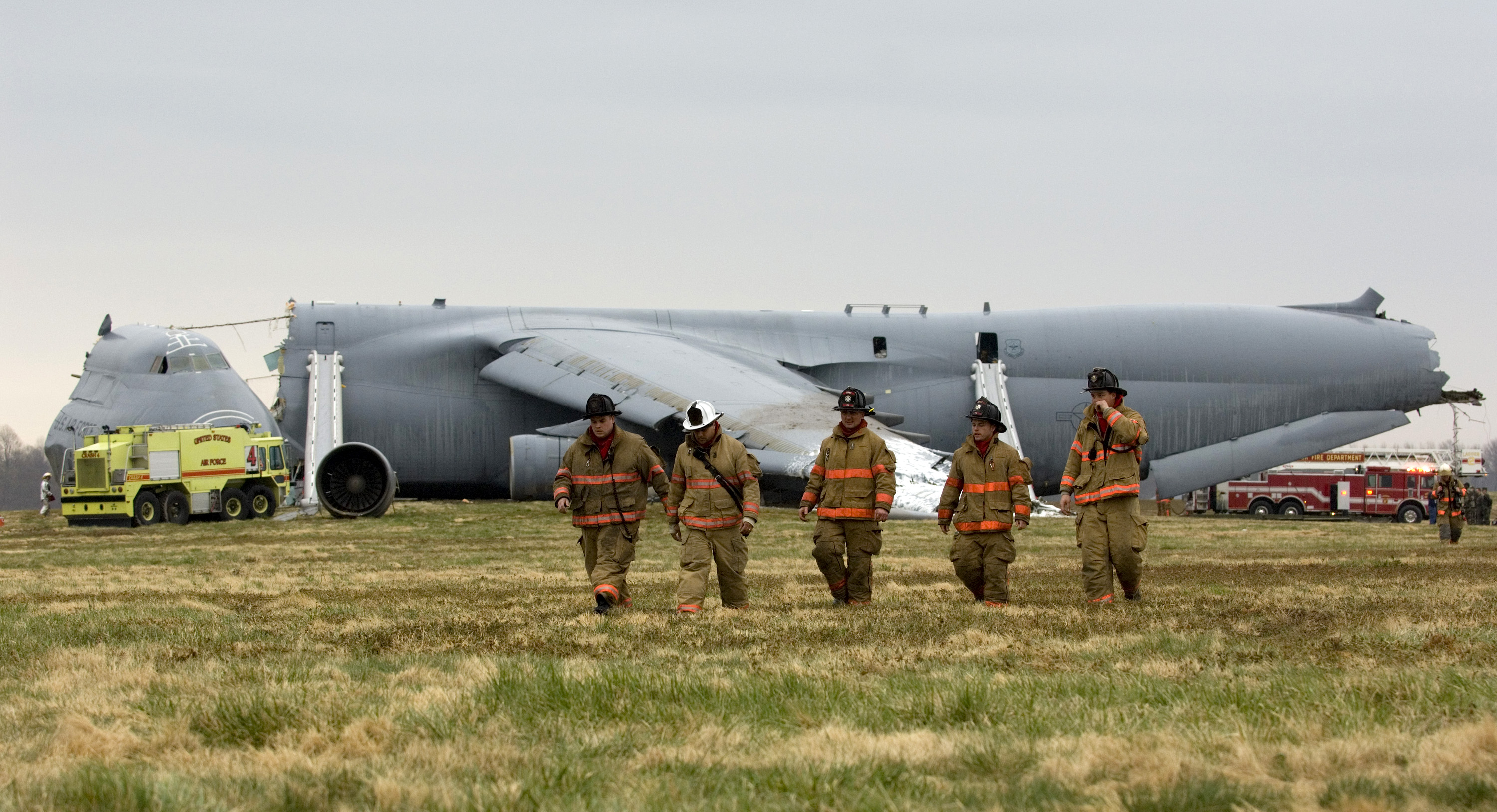
L'accident du 6 avril 2006 a provoqué l'arrachement de la partie avant de l'avion.

- Le 25 mai 1970, le C-5A (67-0172) est détruit par le feu à la suite d'une défaillance du générateur d'énergie (moteur à l'arrêt) sur la base de l'US Air Force de Palmade en Californie. Il n'y eut aucune victime[83].
- Le 17 octobre 1970, le C-5A (66-8303) est détruit par le feu sur le tarmac de la base US Air Force Dobbins à Marietta (Géorgie). L'incendie s'est produit lors d'une opération de maintenance sur les réservoirs de carburant, provoquant la mort d'un des ouvriers et en blessant un autre[84].
- Le 27 septembre 1974, le C-5A (68-0227) effectue une sortie de piste sur l'aéroport de Clinton à la suite d'une confusion de l'équipage entre les deux pistes d'atterrissage. La piste empruntée étant trop courte, l'équipage actionne le freinage d'urgence ce qui déclenche un incendie du train d'atterrissage puis l'écrasement de l'appareil. Il n'y eut aucune victime[85].
- Le 4 avril 1975, le C-5A (68-0218) évacue des orphelins de Saïgon lors de l'opération Babylift[86]. Au cours du vol, au-dessus de la mer de Chine méridionale, les portes arrière s'ouvrent, aspirant plusieurs passagers à l'extérieur. Le pilote décide de faire demi-tour pour se poser en urgence à Saïgon mais il est incapable de réduire la vitesse et s'écrase dans une rizière. La catastrophe cause la perte de 5 des 17 membres d'équipage et de 150 passagers sur les 311 enfants et adultes à bord[87]. Il s'agit du seul accident de C5 en période de conflit[88].
- Le 31 juillet 1983, le C-5A (70-0446) s'écrase lors de son atterrissage sur la base de Shemya (Alaska) après avoir heurté un talus. Il n'y eut aucune perte et l'appareil put être ramené chez Lockheed Marietta. Sa remise en état a permis d'y inclure des améliorations du C-5B[89].
- En juillet 1985, le C-5A (68-0216) s'écrasa sur la piste de l'aérodrome de Travis au cours d'un entraînement. L'équipage avait oublié de sortir le train d'atterrissage. Il n'y eut aucune victime et l'appareil fut retourné chez Lockheed, où on le transforma en C-5C.
- Le 29 août 1990, le C-5A no 500-0031 (immatriculé 68-0228) s'écrase à côté de la base aérienne de Ramstein, en Allemagne, causant la perte de 13 des 17 membres d'équipage. L'inverseur de poussée d'un des réacteurs s'est brutalement activé au cours de la phase de montée initiale juste après le décollage[90]. L'avion était à une altitude comprise entre 50 et 100 pieds lorsqu'il s'est mis à trembler et a cessé d'accélérer, à une vitesse d'environ 161 nœuds. Il a ensuite basculé sur l'aile gauche et a percuté le sol[91].
- Le 6 avril 2006, le C-5B (84-0059) s'écrase sur la base de l'US Air Force de Dover (Delaware) à la suite d'une erreur humaine. Il n'y eut que deux blessés. Le crash a provoqué le détachement de la partie avant de l'appareil, qui fut récupérée pour les bancs d'essais à l'avionique de la version C-5 AMP tandis que le reste de l'appareil a été envoyé à la ferraille[92].

### Aéronefs comparables
- Airbus A380
- Antonov An-124
- Antonov An-225
- Boeing C-17 Globemaster III
- Boeing 747